# Miguel Ángel Salgado Fernández
Miguel Ángel Salgado Fernández (nascut el 22 d'octubre de 1975 a As Neves, Pontevedra) és un exfutbolista i actual entrenador gallec que jugava com a lateral dret. Va militar la major part de la seva carrera al Celta de Vigo i al Reial Madrid CF.
Va ser el seleccionador, juntament amb Fran, de la selecció gallega.

## Biografia
Míchel Salgado va néixer a As Neves, un poble de Pontevedra fronterer amb Portugal. Va començar la seva carrera futbolística a les categories inferiors del Real Club Celta de Vigo. A la temporada 1994-95 va pujar al primer planter gallec. Va debutar a Primera Divisió el 22 de gener de 1995, davant el que seria el seu club, el Reial Madrid Club de Futbol, amb un resultat de 4-0 favorable als blancs.
A la temporada 1996-97 va ser cedit a la Unión Deportiva Salamanca, de Segona Divisió, jugant-hi 36 partits i marcant un gol. Salgado va tornar al Celta de Vigo, on es va consolidar com un dels millors defenses espanyols, arribant a debutar a la selecció absoluta el 1998.
L'estiu de 1999 va fitxar pel Reial Madrid per uns 11 milions d'euros. Amb el Reial Madrid ha guanyat tots els seus títols a nivell de clubs, entre els quals destaca les seves dues Lligues de Campions i la Intercontinental del 2002.
El 3 d'agost de 2009 va rescindir el seu contracte amb el Reial Madrid, al no comptar per a la temporada 2009-10 donat els fitxatges d'Álvaro Arbeloa i la presència al primer equip de Sergio Ramos i Miguel Torres.

### Com a entrenador
El 6 de maig de 2016 va ser presentat, juntament amb Fran, com a entrenador de la selecció gallega per al partir que es disputà el 20 de maig contra Veneçuela (1-1).

## Palmarès

### Campionats estatals
| Títol               | Club         | País    | Any  |
| ------------------- | ------------ | ------- | ---- |
| Lliga espanyola     | Reial Madrid | Espanya | 2001 |
| Supercopa d'Espanya | Reial Madrid | Espanya | 2001 |
| Lliga espanyola     | Reial Madrid | Espanya | 2003 |
| Supercopa d'Espanya | Reial Madrid | Espanya | 2003 |
| Lliga espanyola     | Reial Madrid | Espanya | 2007 |
| Lliga espanyola     | Reial Madrid | Espanya | 2008 |
| Supercopa d'Espanya | Reial Madrid | Espanya | 2008 |

### Copes internacionals
| Títol                 | Equip            | País    | Any  |
| --------------------- | ---------------- | ------- | ---- |
| Eurocopa sub-21       | Espanya (sub-21) | Espanya | 1998 |
| Lliga de Campions     | Reial Madrid     | Espanya | 2000 |
| Lliga de Campions     | Reial Madrid     | Espanya | 2002 |
| Supercopa d'Europa    | Reial Madrid     | Espanya | 2002 |
| Copa Intercontinental | Reial Madrid     | Espanya | 2002 |